# ناغي حبيب
ناغي حبيب هو جراح مصري، ولد في 5 أغسطس 1952.